# Деск у новинарству
Деск је централно мјесто у редакцији, центар прикупљања информација, планирање задатака и управљање екипама на терену. 

## Састав деска
Чине га:
- уредници деска,
- координатори планирања,
- организатори, а у новије вријеме у дигиталној производњи и
- новинари и координатори, који су надлежни за дистрибуирање аудио и видео материјала који долазе у централни систем за архивирање.

Екипу деска чине људи који дневно раде на прикупљању вијести и информација, те планирању догађаја и задатака. Уредници деска управљају екипама на терену, одговорни су да се сниме сви догађаји који имају информативну вриједност, те координирају међу уредницима емисија (шта се припрема за коју емисију). 
Сарадња уредника деска и уредника емисије представља двосмјерну комуникацију која има за циљ да се новинарски покрију сви догађаји који се желе објавити. Уредник емисије такође одлучује о томе који ће се снимати, шта ће бити уврштено у емисију и у којој форми.